# پادسی
latitudeپادسیlongitudeپادسی
پادسی (به انگلیسی: Pudsey) یک شهرک در بریتانیا است که در انگلستان واقع شده‌است.

## خصوصیات
پادسی ۳۲٬۳۹۱ نفر جمعیت دارد.